# Island (візуальний роман)
Island (яп. アイランド, Airando, укр. Острів) — японський візуальний роман, розроблений «Front Wing» та випущений «Prototype» 28 квітня 2016 року для Windows. Пізніше був портований на PlayStation Vita і PlayStation 4. Прем'єра аніме відбулася 1 липня 2018 року.

## Геймплей
За жанром це романтичний візуальний роман. Гравець виступає у ролі Сецуна Сандзенкай і читаючи діалоги та розмовляючи зі спрайтовими героями просувається відповідною гілкою сюжету. Усього існує три сюжетні лінії, по одній на кожну героїню. Закінчення залежить від відповідей гравця в діалогах.

## Виробництво
Візуальний роман був розроблений «Front Wing» під керівництвом Рюїтіро Ямакави та випущений «Prototype» 28 квітня 2016 для Windows. Сюжет був написаний G.O., над ілюстраціями працював Йосай Куту, над фоном Magnum та Cre-p. 23 лютого 2017 року портована на PlayStation Vita, а 28 червня 2018 — на PlayStation 4.

## Сюжет
На віддаленому острові Урасіма живуть люди, насолоджуючись безтурботним життям. Однак три роки потому відбувся конфлікт із материком і культура острова почала занепадати. Щоб урятувати жителів, з майбутнього проходить юнак з іменем Сецена Сандзекай.

## Персонажі

### Головні герої
Сецуна Сандзекай (яп. 三千界 切那, Sanzenkai Setsuna)
Сейю: Тацухіса Судзукі (аніме)}}
Рінне Охара (яп. 御原 凛音, Ohara Rinne)
Сейю: Юкарі Тамура (відеогра, аніме)
Карен Куруцу (яп. 枢都 夏蓮, Kurutsu Karen)
Сейю: Кана Асумі (відеогра, аніме)
Сара Ґарандо (яп. 伽藍堂 紗羅, Garandō Sara)
Сейю: Ріе Муракава (відеогра), Хібіку Ямамура (аніме)

### Інші персонажі
Куон Охара (яп. 御原 玖音, Ohara Kuon)
Сейю: Ріна Сато (відеогра, аніме)
Таро Харісу (яп. 播守 太郎, Harisu Tarō)
Сейю: Такамаса Моґі (відеогра, аніме)
Моріцуґу Куруцу (яп. 枢都 守継, Kurutsu Moritsugu)
Сейю: Міцуру Оґата (відеогра, аніме)
Субару Куруцу (яп. 枢都 守春, Kurutsu Subaru)
Сейю: Кенґо Каванісі (відеогра)
Кендзі Морісу (яп. 森須 賢治, Morisu Kenji)
Сейю: Сіня Фукумацу (відеогра)
Момока Ямабукі (яп. 山吹 桃香, Yamabuki Momoka)
Сейю: Аї Какума (відеогра)
Мей Тандорі (яп. 反取 芽衣, Tandori Mei)
Сейю: Юї Накадзіма (аніме)
Ен Натома (яп. 鳩間 杏, Hatoma An)
Сейю: Томойо Такаянаґі (аніме)
Емірі Сунада (яп. 砂田 笑里, Sunada Emiri)
Сейю: Такако Танака (аніме)

## Манґа
З 7 по 21 квітня в журналі «Champion Tappu!» уперше публікувалась йонкома-манґа від компанії «Front Wing» з ілюстраціями Ньяро Мелон як кросовер з «Berlin wa Kane» під назвою Island x Berlin wa Kane (яп. 『ISLAND』×『ベルリンは鐘』, ISLAND × Berurin wa Kane). Як основна серія почала публікуватися з 26 квітня 2016 року в журналі «Cosplay Channel» з ілюстраціями Наоя Яо до 11 липня 2016 року.

## Аніме
Уперше про аніме-адаптацію «Front Wing» оголосив у березня 2016 року. Прем'єра відбулася 1 липня 2018 року.
| № серії | Назва серії | Оригінальна дата показу |
| ------- | --- | ----------------------- |
| 1       | «Ми знову зустрілись» (англ. We Meet Again) Транслітерація: «Mata Aeta ne Anata to» (яп. またあえたねあなたと) | 1 липня 2018            |
| 2       | Транслітерація: «Kuyamanaide Hoshii Kara» (яп. くやまないでほしいから)                                         | TBA                     |